# Joan Baez/5
Joan Baez/5 — студийный альбом американской фолк-певицы Джоан Баэз, издан в 1964 году.

## Об альбоме
Хотя на Joan Baez/5 преимущественное преобладание традиционных фолк-песен, он также включает в себя и современные, для того времени, песни. К ним относятся «There But for Fortune», написанная Филиппом Оуксом, «It Ain’t Me Babe» Боба Дилана and «I Still Miss Someone» Джонни Кэша. Также следует отметить арию для сопрано и виолончели «Bachianas Brasileiras No. 5: Aria» из серии из девяти сюит Bachianas Brasileiras бразильского композитора Эйтора Вилла-Лобоса

## Список композиций
1. «There But for Fortune» (Phil Ochs) — 3:11
2. «Stewball» (Ralph Rinzler, Bob Yellin, John Herald) — 2:57
3. «It Ain’t Me Babe» (Bob Dylan) — 3:16
4. «The Death of Queen Jane» (народная) (Child No. 170) — 3:56
5. «Bachianas Brasileiras No. 5: Aria» (Heitor Villa-Lobos) — 6:32
6. «Go 'Way from My Window» (народная, arranged John Jacob Niles) — 2:10
7. «I Still Miss Someone» (Johnny Cash, Roy Cash Jr.) — 3:10
8. «When You Hear Them Cuckoos Hollerin'» (народная) — 2:45
9. «Birmingham Sunday» (Richard Fariña) — 3:58
10. «So We’ll Go No More A-Roving» (Richard Dyer-Bennet, Lord Byron) — 1:42
11. «O' Cangaceiro» («The Bandit») (Alfredo Ricardo do Nascimento) — 2:18
12. «The Unquiet Grave» (народная) (Child No. 78) — 4:19

Бонус треки с переиздания 2002 года:
1. «Tramp on the Street» (Grady Cole, Hazel Cole) — 3:59
2. «Long Black Veil» (Marijohn Wilkin, Horace Eldred «Danny» Dill) — 2:42

## Участники записи
- Джоан Баэз — вокал, гитара
- Дэвид Сойер — виолончель (9)